# Округ Самтер (Алабама)
Округ Самтер (енгл. Sumter County) је округ у америчкој савезној држави Алабама. По попису из 2010. године број становника је 13.763. Седиште округа је град Ливингстон.

## Демографија
Према попису становништва из 2010. у округу је живело 13.763 становника, што је 1.035 (7,0%) становника мање него 2000. године.
| Група             | 2000.          | 2010.          |
| Белци             | 3.813 (25,8%)  | 3.304 (24,0%)  |
| Афроамериканци    | 10.827 (73,2%) | 10.316 (75,0%) |
| Азијати           | 15 (0,1%)      | 33 (0,2%)      |
| Хиспаноамериканци | 165 (1,1%)     | 86 (0,6%)      |
| Укупно            | 14.798         | 13.763         |